# Onbevlekt Hart van Mariakerk (Moorveld)
De Onbevlekt Hart van Mariakerk is een kerkgebouw in Moorveld (ook wel Waalsen genoemd), in de Nederlands Zuid-Limburgse gemeente Meerssen. Hij is opgericht voor het rooms-katholieke rectoraat Moorveld, dat in 1964 tot parochie verheven werd.  Het gebouw ligt aan de doorgaande weg door het dorp, hoog op het plateau boven het Maasdal.
De kerk is gewijd aan het Onbevlekt Hart van Maria.

## Geschiedenis

### Kapel en noodkerk
Sinds circa 1906 stond er in Moorveld een familiekapel, gesticht voor twee gebroeders Peerbooms, die hier missen lazen. Zij waren als emeritipriesters teruggekeerd naar hun ouderlijk huis, bij hun zuster en zwager, de familie Pesch-Peerbooms. De kapel stond bij boerderij Pesch en werd dan ook kapel Pesch genoemd. Na het overlijden van de broers gebruikten andere emeriti deze kapel.
Na de aanleg van het Julianakanaal was de weg naar de parochiekerk in Geulle verlengd en ontstond er in de buurtschappen Moorveld, Snijdersberg en Hussenberg de behoefte om hier een rectoraat te stichten. Een schuur werd ingericht als eerste noodkerk, want de kapel was te klein en raakte in onbruik. Wegens verval werd de voormalige familiekapel in de periode 1967−1974 gesloopt.
De noodkerk kwam te liggen op een kerkeiland, samen met de pastorie. Als noodkerk werd een houten loods van de bierbrouwerij De Leeuw gebruikt, die door de architect S.J. Dings voorzien werd van een bakstenen ingang met voorportaal en kleine toren. In 1953 verliet men de noodkerk, die daarna verbouwd werd tot bewaarschool. Later werd het een gemeenschapshuis, totdat het in 1992 door de gemeente gekocht werd en in de jaren negentig verkocht en gesloopt werd. Op het voormalige kerkeiland werden toen huizen gebouwd.

### Kerk
In 1947 werd de nieuwe locatie van de kerk bepaald in overleg met de Provinciale Planologische Dienst, waarbij de kerk ten noorden van Moorveld zou komen te liggen. Omdat alle buurtschappen meenden dat zij evenveel recht op de naam van het rectoraat hadden, werd er gekozen voor de naam Waalsen, waarvan de precieze herkomst onduidelijk is. Omdat de kerk bij Moorveld gebouwd werd, werd de parochie al gauw ook zo genoemd.
In 1953 leverde Dings het ontwerp voor een nieuw kerkgebouw. Op 9 november 1953 werd de eerste steen gelegd en de ingebruikname volgde op 19 september 1954. Ook werd er een rectoraatswoning gebouwd naar ontwerp van Dings. De tympanon boven de entree, met een voorstelling van Madonna met Kind (1954) werd gemaakt van Arthur Spronken.

## Bouwwerk
Het gebouw bestaat uit een vlakopgaande westtoren, een schip met rondboogvensters en een ingesnoerd koor. Erachter bevindt zich de begraafplaats. Bij de bouw werd er bezuinigd op de materialen, waarbij er geen marmer voor het priesterkoor werd gebruikt en de Franse kalksteen door beton werd vervangen. De bouwstijl van de kerk toont sterke overeenkomsten met de kerken van Alphons Boosten.